# WGN America
WGN America war ein US-amerikanischer Fernsehsender, der über Kabel ausgestrahlt wurde. In seiner Geschichte trug er die Namen WGN (1978–2001), WGN Superstation (2001–2002) und Superstation WGN (2002–2008), bis er letztendlich im Jahr 2008 seine letzte Benennung bekam. Eigner des in Chicago ansässigen Senders war bis 2017 das Unternehmen Tribune Company. Im Frühjahr 2017 wurde der Sender durch die Sinclair Broadcast Group übernommen, die alsbald alle Originalserien des Senders absetzte. Als Gründe wurden Einsparungen genannt, die sich mit Kosten von bis zu fünf Millionen US-Dollar pro Folgen, nicht umsetzen ließen. Ende Januar 2021 wurde bekannt, dass der Sender erneut einer Umbenennung, und einer mit dieser einhergehenden kompletten Neuausrichtung, unterzogen wird. Seit 1. März 2021 ist der Nachrichtensender NewsNation an seine Stelle getreten.

## Ausrichtung
Über die Jahre war der Sender hauptsächlich für die Wiederholung eingekaufter Sendungen wie How I Met Your Mother, 30 Rock, Blue Bloods – Crime Scene New York, Parks and Recreation, Criminal Intent – Verbrechen im Visier, Walker, Texas Ranger, In the Heat of the Night und Rules of Engagement bekannt.
Seit einer Offensive im Jahr 2013 akquirierte man auch Rechte an anderen Serien wie Elementary und Person of Interest, an welchen man exklusive Wiederholungsrechte im Kabelfernsehen hält und gab bekannt, fortan auch eigenproduzierte Serien ins Programm aufzunehmen. Die erste eigenständig in Auftrag gegebene Serie des Senders war das Hexen-Drama Salem, die zweite Serie war die Historienserie Manhattan über das gleichnamige Forschungsprojekt. Im Jahr 2016 folgte die Serie Outsiders sowie das Sklaverei-Drama Underground. Alle eigenproduzierten Serien kamen, mit Ausnahme Salem's, jeweils nur auf einen Umfang von je zwei Staffeln und wurden inzwischen eingestellt. 2017 gab man bekannt, fortan nur noch günstig einzukaufende, englischsprachige Serien aus dem Ausland akquirieren zu wollen. Dabei bediente man sich unter anderem bei der deutsch-schwedischen Koproduktion 100 Code, wie auch den kanadischen Produktionen Bellevue, Shoot the Messenger und Pure, letztere alles Produktionen des Senders CBC Television, welche jeweils nicht mehr als eine Staffel erreichten.
Im Jahr 2018 wurde Pure in Koproduktion mit dem kanadischen Super Channel doch für eine zweite Staffel verlängert, die ebenso im Jahr 2019 ausgestrahlt werden soll, wie die deutsch-koproduzierte Fernsehserie Gone und die kanadische Serie Carter, deren Ausstrahlungsrechte man ebenfalls 2018 erwarb.

## Serien

### Ehemalige Serien
- Manhattan (2014–2015)
- Salem (2014–2017)
- Outsiders (2016–2017)
- Underground (2016–2017)

### Akquirierte Serien
- 100 Code
- Bellevue
- Shoot the Messenger
- Pure
- Gone
- Carter